# Amateur Softball Association
L'USA Softball (anciennement Amateur Softball Association (ASA)) est une organisation à but non lucratif basée à Oklahoma City (États-Unis) et fondée en 1933. L'organisation a changé son nom pour USA Softball le 1er janvier 2017. La première compétition de l'USA Softball fut organisée la même année à Chicago par Leo Fischer et Michael J. Pauley.

## Programme des équipes nationales
En 1978 le comité olympique américain désigne l'USA Softball comme organisme de gouvernance du softball aux États-Unis. De ce fait, l'USA Softball est responsable de la formation, de l'entraînement et de la promotion des équipes nationales de softball (masculines, féminines, juniors) en vue de participer aux compétitions internationales.

## National Softball Hall of Fame
Le National Softball Hall of Fame est créé en 1973 à Oklahoma City. Un musée lui est consacré et il a donné le nom au stade dans lequel se déroule la coupe du monde de softball, le Devon Park.

## Aujourd'hui
L'USA Softball organise des compétitions dans tous les États des États-Unis par l'intermédiaire d'un réseau de 87 associations d'États (state associations). 230 000 équipes sont affiliées avec plus de 3 000 000 joueurs et 60 000 arbitres (umpires).
Elle organise depuis 2005 la coupe du monde de softball, qui se déroule chaque année au ASA Hall of Fame Stadium.